# Biston jaculatrix
Biston jaculatrix är en fjärilsart som beskrevs av Louis Beethoven Prout. Biston jaculatrix ingår i släktet Biston och familjen mätare, Geometridae.